# Almanacco della Donna Italiana
L'Almanacco della Donna Italiana è una ex pubblicazione femminile italiana.

## Storia
L'Almanacco della donna italiana nasce nel 1920 come pubblicazione a sé rispetto all'Almanacco italiano dell'editore Bemporad di Firenze, che ne è editore col sostegno de La donna, in seguito sua coeditrice. Si indirizza al pubblico femminile borghese appena uscito dalla prima guerra mondiale con la consapevolezza di poter occupare un ruolo più attivo nella società rispetto al passato. Alla sua uscita e durante i primi anni l'annuario si rifà esplicitamente a un'idea di femminismo non militante, che si possa indirizzare al più vasto pubblico possibile e incentrato in particolare sul tema dell'entrata nel mondo del lavoro delle donne.

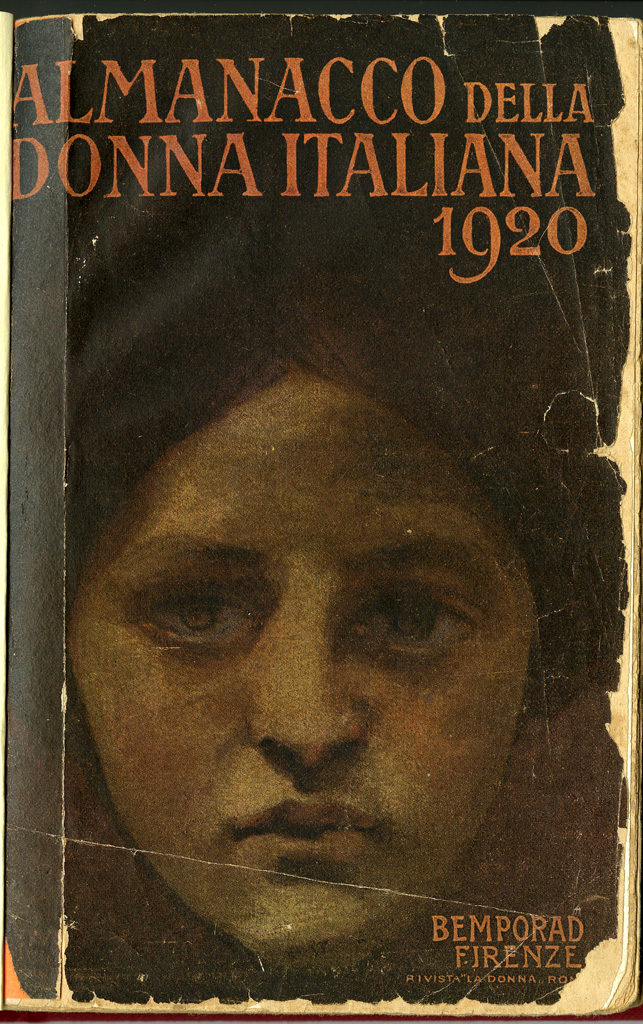
Copertina de l'Almanacco della donna italiana, 1920

La rivista si struttura in una parte iniziale (tipica degli almanacchi) con calendario e notizie su festività; una parte centrale di articoli a firma di autori di rilievo su temi declinati in un'ottica femminile (a firma, ad esempio, di Ada Negri, Annie Vivanti, Guido da Verona); consigli pratici su argomenti tradizionalmente considerati femminili come bellezza, cura della casa e della famiglia; e infine in un'Agenda femminile staccabile che si presenterà fino all'ultimo anno di uscita della rivista. Negli anni successivi al 1920 sono presenti le rubriche fisse Rassegna del movimento femminile italiano (curata da Laura Casartelli Cabrini, poi da Ester Lombardo), Rassegna letteraria, artistica, musicale (relativa alle artiste) e un bollettino informativo sulle Società femminili italiane. La grafica è in questi anni abbastanza austera, sia per quanto riguarda le copertine, sia per le illustrazioni e le pubblicità contenute.
In questi primi anni le prefazioni all'Almanacco seguono l'evolversi del clima nazionale. Se nel 1922 l'obiettivo della rivista si dichiara quello di contribuire a «dare alla donna la conoscenza di sé e dei suoi mezzi d'azione» in vista del «miglioramento individuale e collettivo», già nel 1923, dopo la marcia su Roma, si esprime soddisfazione (pur non citando direttamente Mussolini) per la comparsa di una «figura poderosa», l'«uomo forte» difensore della famiglia che riporta la donna al suo ruolo di «madre fattrice».
A partire dal 1927 e col consolidarsi del regime fascista, la rivista comincia a mutare profondamente. Propone una visione tradizionale della donna «non più soffocata e isterilita nell'orbita ormai superata di un femminismo meta a se stesso». Mantiene il calendario e l'agenda, ma inizia a pubblicare articoli su celebrazioni di centenari, personaggi femminili illustri viventi e necrologi di donne celebri. Nel 1929, anno X di uscita dell'annuario, comincia a comparire anche l'anno di denominazione fascista (VII). Di quest'anno è anche l'ultima prefazione, che mancherà negli anni successivi. Si comincia inoltre in questi anni a dare notizie costanti delle attività dei Fasci femminili e dell'ente che li disciplina, l'Opera nazionale maternità e infanzia (ONMI).

Fu diretto fino al 1936 da Silvia Bemporad, poi da Gabriella Aruch Scaravaglio fino al 1938, in seguito alle  Leggi razziali fasciste del novembre 1938 dal 1939 passò alla casa editrice Marzocco con la direzione di Margherita Cattaneo.

## Accesso online
Nel 2021 la Biblioteca italiana delle donne rende disponibile online dal proprio sito tutto l’Almanacco.